# Совка шпорниковая
Совка шпорниковая (Periphanes delphinii) — вид бабочек из семейства совок (Noctuidae).

## Описание
Бабочка среднего размера. Длина переднего крыла 13—17 мм. Размах крыльев 26—32 мм. Основной фон передних крыльев образован смесью светлого и тёмного фиалково-розового цветов и их оттенков Сложный и весьма характерный рисунок на передних крыльях образован различными оттенками лилового, розового, белого и желтого цветов. Прикорневое поле коричневато-розового цвета, снаружи ограничено тонкой кругло-зубчатой полосой тёмно-вишневого цвета . Срединное поле серовато-розового цвета, бледное, с выделяющимся на нём светлым круглым пятном, тонко отороченным розовым. Почковидное пятно крупное, снаружи тёмно-вишневого цвета. Внешнее поле двухцветное: снаружи розовато-палевое, изнутри — серовато-розовое. Цветовая гамма, оттенки и яркость рисунка передних крыльев варьируется. Бахромка передних крыльев желтовато-розоватых цветов, светлая. Нижняя сторона шелковисто-блестящая, розовато-серого цвета, с чётко выделяющимся черноватым почковидным пятном и беловато-розовым внешним полем. Заднее крыло на верхней стороне розовато-серого цвета, с беловатой базальной частью и тёмными жилками. Бахромка розовато-белая. Нижняя сторона крыла беловатая, несколько блестящий, с широким внешним полем серовато-розового цвета. Голова и переднеспинка беловато-охристые. Брюшко розовато-белое.

## Ареал
Глобальный ареал средиземноморского типа. Обитает во Франции, Румынии, Украине, на Крымском полуострове, в восточной Грузии, в Северной Африке, Передней и Центральной Азии. В России обитает в Ростовской, Волгоградской, Саратовской областях, Калмыкии, Дагестане, Чечне, Ставропольском крае, изредка встречается в центральных областях.

## Биология
Обитает на лугах, остепненных склонах холмов и гор, в целинных степных, лугово-степных стациях, по балкам и склонам сопок, в парках, садах и т. д. Изредка встречается в окультуренных ландшафтах. В степных районах Украины вид развивается в 2 поколениях за год. Бабочки первого поколения летают с конца апреля по июнь; второго — в июле-сентябре. Гусеница беловатая, с жёлтыми полосами по сторонам спины и многочисленными черными пятнами. Гусеницы питаются цветами и плодами живокости и аконитов. Зимует куколка в почве. Бабочки летят на искусственные источники света.

## Охрана
Вид включён в Красную книгу Украины. Причины уменьшения численности: распашка степей, лугов, применение пестицидов, чрезмерный выпас скота.